# Palazzo Colleoni alla Pace
Palazzo Colleoni alla Pace è un edificio storico di Brescia situato al civico numero 10 in via della Pace, in pieno centro storico cittadino.
Edificato negli anni centrali del XV secolo per volontà del condottiero bergamasco Bartolomeo Colleoni, è poi passato in eredità alla famiglia dei Martinengo Colleoni e, all'estinguersi della linea dinastica della casata, ai padri della Pace, poi in pianta stabile proprietari del palazzo.
L'edificio, rimaneggiato più volte nel corso del tempo, costituisce tuttavia uno dei migliori esempi in città di architettura residenziale quattrocentesca; esso ospita inoltre il più vasto ed importante ciclo pittorico ligneo su soffitto del territorio bresciano.

## Storia

### "La porzione di terreno a sera del vecchio fossato"
Le condizioni per le quali Bartolomeo Colleoni entrò in possesso di terra a Brescia, e vi fece costruire una dimora privata, sono in realtà non conosciute e poco chiare. Fatto invece certo e riportato anche dalle fonti coeve è che il condottiero bergamasco abbia ricevuto in città, dalla repubblica di Venezia, "la porzione di terreno a sera del vecchio fossato (l’odierna via Pace), compresa fra le contrade uscenti da Porta Palata a nord (corso Garibaldi), e porta S. Agata a sud (via Cairoli)". Bortolo Belotti, insigne biografo del Colleoni, ipotizza nella sua opera che il bergamasco fosse entrato in possesso, all'epoca, di terreni consistenti in vecchie casupole e giardini, sui quali sarà poi edificata la dimora signorile dello stesso condottiero; gli edifici di allora, infatti, erano diventati obsoleti a seguito dell'ampliamento delle nuove mura cittadine, le quali avevano ormai reso non funzionale la presenza della porta interna di san Giovanni, all'altezza della torre della Pallata.
Lo studioso Fausto Lechi, d'altro canto, ha teorizzato che la cessione di tale appezzamento di terra possa essere ascritta forse al 1455, visto che nel 1467 furono avviati i lavori di rifacimento e sistemazione delle stesse mura. Potrebbe forse essere inserita in questi dodici anni, dal 1455 al 1467, la realizzazione della dimora del Colleoni, anche se non vi è al riguardo documentazione certa. Questa versione, in ogni caso, concorderebbe anche con la testimonianza fornita dal cronista e storico Marin Sanudo, il quale riporta che entro il 1483 i lavori alle fortificazioni cittadine si erano già conclusi.

### Il palazzo ultimato

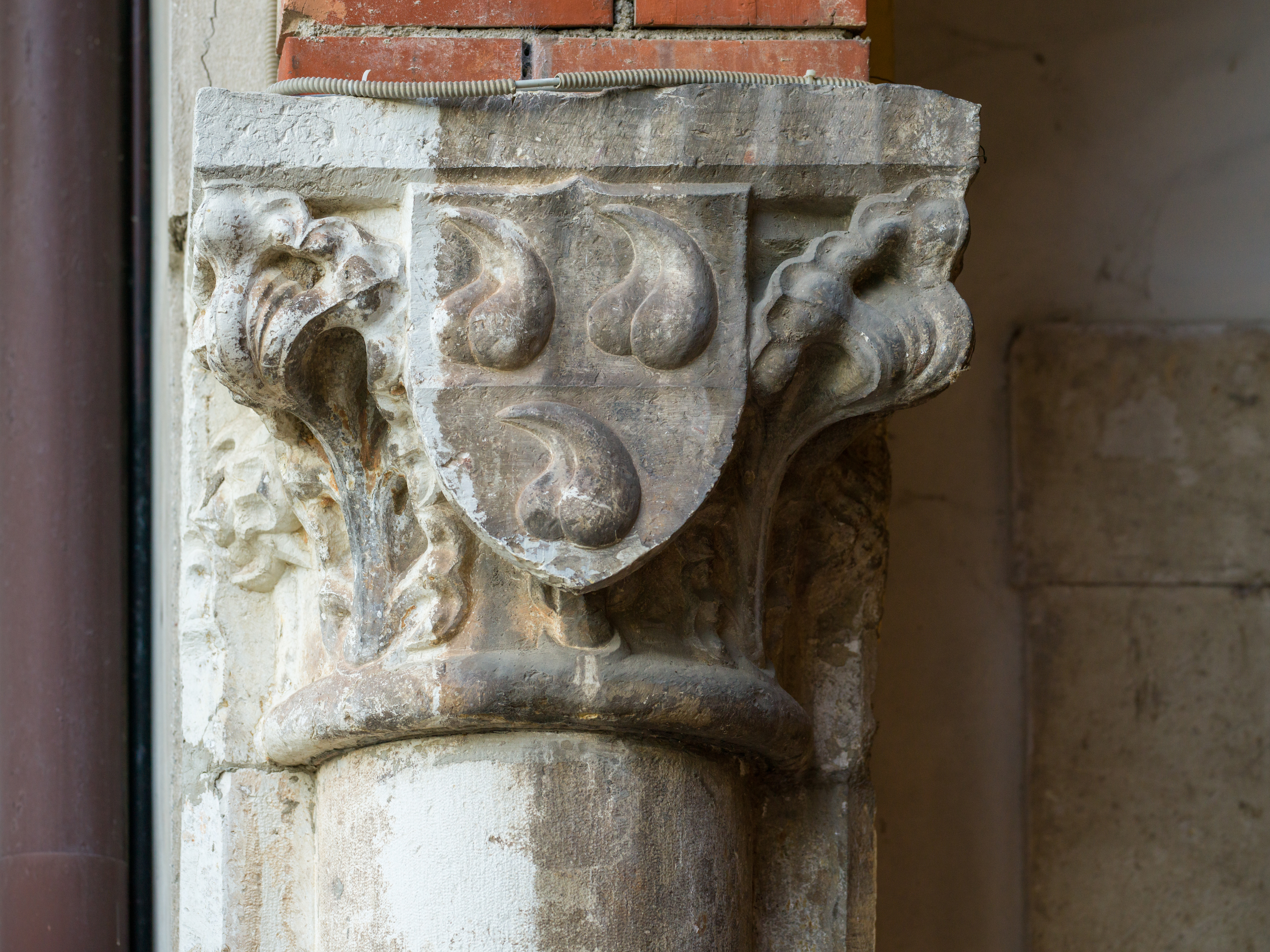
Nel dettaglio, un capitello del cortile esterno del palazzo, raffigurante lo stemma della famiglia Colleoni

Tre diverse fonti testimoniano, a loro volta, che la fabbrica del palazzo fu avviata soltanto dal 1455 in poi, e non nel 1450 come si riteneva precedentemente. Una di esse è un atto pubblico nel quale il Colleoni figura come ospite e soggiornante, assieme ad altri nove capitani di ventura al soldo della Serenissima, nella città di Brescia, a partire dalla settimana santa sino al 3 aprile 1450; altra testimonianza ancora è una lettera scritta dal medesimo condottiero bergamasco: in data 7 novembre 1454, appunto, si indirizzava alla repubblica di Venezia lamentando la mancanza di un adeguato alloggio in città, richiedendo anche nella stessa occasione onorificenze ed un consistente stipendio. Terza e ultima fonte al riguardo è una richiesta fatta dal Colleoni agli allora membri del consiglio cittadino: all'alba del 1456, egli presentò infatti domanda per far ricevere acqua alla fontana della sua nuova dimora bresciana; quest'ultimo fatto fa senza dubbio presumere che al tempo i lavori per la costruzione del palazzo fossero già stati avviati, e che anzi fossero già a buon punto.
Una prima menzione in cui la fabbrica figura essere ultimata, invece, è la cosiddetta Cronaca di Cristoforo da Soldo, nella quale la stessa residenza bresciana del «Capitanio de la terra» (si allude cioè alla nomina del Colleoni a capitano generale di terraferma) è descritta nel 1465 come «Palazzo Grande», laddove invece le altre proprietà del generale, ossia Malpaga, Cavernago, Cologno, Urgnano e Romano, sono invece chiamati «castelli». Altra testimonianza degna di essere considerata è il testamento redatto dallo stesso condottiero in data 27 ottobre 1475, nel quale egli lascia in eredità la dimora alla figlia Caterina, poi sposa del condottiero bresciano Gaspare Martinengo; l'unione dei due, peraltro, darà poi origine al cosiddetto ramo collaterale dei Martinengo della Pallata. Sempre per le volontà del Colleoni, poi, qualora si fosse estinto il ramo familiare al quale il palazzo era stato lasciato, esso sarebbe stato affidato all'Ospedale della Pietà di Bergamo, cosa che effettivamente si verificò nel 1681: all'estinguersi del già citato ramo dei Martinengo, infatti, l'edificio fu rilevato dalla summenzionata struttura ospedaliera, la quale la vendette a sua volta nel 1683 ai padri filippini della confederazione dell'oratorio di San Filippo Neri, da allora sempre in possesso dell'immobile.

### Il palazzo nei secoli

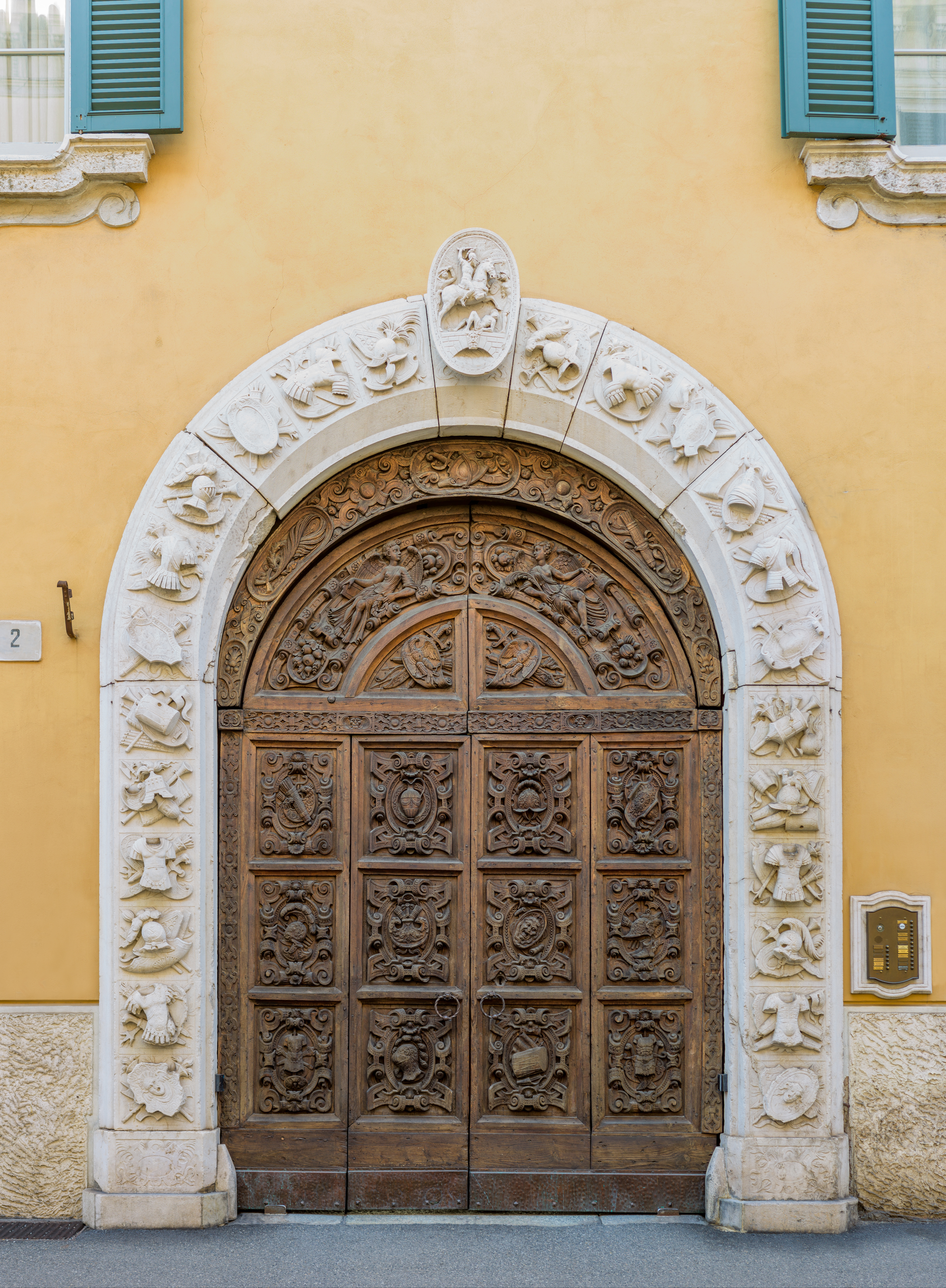
Il portale d'accesso al palazzo Martinengo della Motella, originariamente utilizzato, invece, nella dimora del Colleoni

Il palazzo nobiliare, appena qualche anno dopo la morte del Colleoni, è inoltre citato da Marin Sanudo nei suoi Itinerari per la terraferma veneziana: tra l'altro, l'edificio è l'unico apertamente lodato dal cronista, in visita a Brescia, e viene appunto descritto come una «caxa magnifica» e un «bellissimo palazo». Ancora, circa tre generazioni dopo, il poeta e scrittore Pietro Spino, biografo del condottiero bergamasco, illustra la situazione della fabbrica del palazzo, nel 1569, come quella di un «Palagio grande, & nobile». All'alba del XVII secolo, invece, viene considerato essere l'unico «gentleman's palace» della città dal visitatore inglese Thomas Coryat, che lo segnala come esempio di «great magnificence» e dunque degno di visita. Sullo scorcio del XIX secolo, nondimeno, il palazzo nobiliare e il suo stesso prestigioso committente sembrano essere stati del tutto dimenticati dalle guide e testi anche locali, forse anche a causa della sua struttura architettonica esterna, al tempo assai rimaneggiata e ridimensionata rispetto alla fabbrica quattrocentesca originaria.
A riprova di quanto detto esistono due raffigurazioni dell'edificio in altrettante antiche cartine della città, le quali testimoniano proprio i significativi mutamenti del palazzo: fonte primaria di queste due raffigurazioni è un disegno della facciata della dimora risalente al XVII secolo, cioè a quando i padri della Pace entrarono in possesso della struttura. La suddetta antica raffigurazione mostra come la facciata esterna fosse in origine ben più ampia rispetto all'attuale, la quale fu appunto accorciata in occasione dell'erezione della settecentesca chiesa di Santa Maria della Pace, oltre che per la costruzione, nel XIX secolo, di un teatro. Inoltre il grandioso portale d'accesso al palazzo, abbellito nel Cinquecento da una sfarzosa decorazione marmorea, si trovava leggermente più spostato a sud rispetto al centro della stessa facciata; lo stesso portale, posto appunto in origine all'ingresso del palazzo del Colleoni, fu invece asportato e portato come dote dalla nobildonna Isotta Martinengo Colleoni per il matrimonio con il conte Gaspare Calini, all'inizio del XVII secolo, e quindi usato come ingresso per il palazzo Martinengo della Motella.

## Descrizione

### Planimetria complessiva

Il cortile interno del palazzo, ridimensionato e modificato rispetto alla situazione originaria della fabbrica. Sullo sfondo, la cupola della chiesa di Santa Maria della Pace

Grazie alla già citata raffigurazione seicentesca del palazzo eseguita dai padri della Pace, è possibile ricostruire almeno sommariamente l'originaria situazione planimetrica e volumetrica del palazzo del Colleoni. Esso constava in origine di un pianterreno con due ulteriori piani, i quali recavano, per ciascuno, un ordine orizzontale di finestre sormontate da un cornicione che si allungava lungo tutta la facciata in questione; di assoluta importanza, nel contesto del cortile interno, il colonnato costituito da cinque archi a sesto acuto a cui si accede tramite un atrio d'onore. L'impatto complessivo e la visione d'insieme del suddetto cortile, irreparabilmente compromesso nei secoli successivi rispetto alla sua originaria strutturazione, dovevano essere ulteriormente accentuati da un apparato decorativo costituito da numerosi affreschi, dei quali sono ancora visibili lacerti e parziali dettagli. In ogni caso, nessun altro palazzo o edificio civile nella Brescia del Quattrocento poteva vantare una simile dimensione e un complessivo sfarzo come quelli della dimora del Colleoni. Tra gli ambienti accessori del quale il palazzo era fornito, inoltre, vi erano anche ampie stalle per cavalli, alloggi vari, una vasta libreria, nonché una cappella privata.
L'ambiente più importante del palazzo, nondimeno, doveva sicuramente essere il salone grande, il quale occupava da solo la maggior parte del primo piano nell'ala orientale della struttura: vi si poteva accedere tramite una scalinata, situata nella parte finale a sud del porticato, e con tutta probabilità essa conduceva prima in un più piccolo salone d'onore. In tal senso è possibile solo avanzare ipotesi, dal momento che la costruzione del già citato teatro in pieno Ottocento ha sconvolto la planimetria di questa porzione di palazzo: la suddetta scalinata è andata infatti perduta, così come almeno due campate della loggia interna e la più piccola sala d'onore, così come riporta anche il Lechi nella sua opera. Un accenno allo sfarzo del salone grande è contenuto nella cronaca del Da Soldo: egli infatti riporta che, al 1465, esso recava numerosi arazzi ed affreschi, oltre che una copertura di sette travi orizzontali, ciascuna recante un imponente lampadario. La testimonianza testé citata, in ogni caso, non menziona alcuna decorazione pittorica nei cassettoni lignei della sala; ciò porterebbe a pensare che, evidentemente, al tempo il grande ciclo decorativo di tavolette lignee contenuto nel grande salone fosse ancora da svilupparsi.

### Le tavolette lignee affrescate
I soffitti del palazzo signorile, come già detto, sono il maggiore esempio di decorazione pittorica su tavolette lignee dell'intera provincia; nonostante l'attenzione della critica in generale si sia concentrata unicamente sul grande Salone Bevilacqua, ossia il salone d'onore, anche lo stesso portico del primo piano consta di una considerevole quantità di tavolette lignee decorate, peraltro di una certa qualità esecutiva: sempre lo studioso Fausto Lechi evidenzia le caratteristiche del soffitto ligneo del porticato, costituito da "grandi mensole e travetti di legno scuro". Lo stesso Lechi, analogamente a quanto espresso degli studi effettuati da Carissimo Ruggeri, aggiunge poi che:
(Lechi, ibidem)

#### Il Salone Bevilacqua, o "Salone d'onore"
Il grande salone del palazzo, intitolato alla personalità di Giulio Bevilacqua, è costituito da grandi travi che sono descritte dal Lechi come assai lavorate e che:
(Lechi, ibidem)
L'apparato decorativo stesso delle tavole lignee e il loro ordine è rimasto inalterato nel tempo, andando a costituire nel complesso un totale di 306 tavolette, disposte rispettivamente tra il grande salone d'onore e la più piccola sala ad essa antistante poi andata dispersa per la costruzione del teatro ottocentesco. I soggetti raffigurati su queste piccole tavole lignee sono personaggi illustri della mitologia greca e romana, recanti quindi raffigurazioni di celebri eroi, regine e sovrani dell'antichità; la loro elevata posizione sociale e il loro prestigio è deducibile, oltre che dagli sfarzosi abiti con cui sono ritratti, anche in taluni casi da titoli rimasti chiaramente leggibili. Altro elemento saliente della grande decorazione del salone è l'elevato numero di donne presenti sulle suddette tavole lignee, quali Ecuba, Andromaca, Pentesilea, Cassandra, Elena, Poppea, Lucrezia ed altre ancora. Nondimeno, nella scelta iconografica dei soggetti femminili è evidente una certa predilezione per Tisbe, almeno in tre diverse raffigurazioni, proprio per celebrare l'omonima moglie del condottiero bergamasco, Tisbe Martinengo.
È comunque interessante notare che le tavolette del salone condividono pressappoco tutte le stesse dimensioni, e che, nondimeno, dal punto di vista stilistico esse presentano importanti innovazioni rispetto ad altri soffitti lignei quattrocenteschi; in tal senso, è evidente infatti la volontà di creare un contesto nel quale la lettura dei pannelli è organizzata in un unico schema compositivo, organico e coerente. Insieme alle scritte che chiariscono l'identità dei soggetti rappresentati, dunque, emerge chiaramente una progettazione dell'apparato iconografico come un tutt'uno, alla luce di una nuova sensibilità, lontana dalla precedente tradizione gotica. È infatti ben evidente un'ispirazione di tale apparato stilistico ai dettami espressi da Leon Battista Alberti nel suo trattato del De pictura, oltre che un'importante influenza esercitata dall'arte di Bonifacio Bembo; in ogni caso, l'esecuzione delle tavolette lignee del grande salone può essere circoscritta tra gli anni 60 del XV secolo e i primi anni 70, sicuramente prima del 1475, anno della morte del Colleoni. Le medesime tavolette, poi, rappresentano indubbiamente un'importante testimonianza, sia a Brescia che non, della nuova sensibilità umanistica emergente all'epoca, nella fattispecie nelle arti visive ed in ambito civile, come appunto nella dimora del Colleoni, che si voleva presentare non solo come condottiero e capitano di ventura, ma anche come mecenate ed uomo di cultura. Questa particolare declinazione di arte civile in chiave classica e antica, con tutta probabilità, fu concepita ed organizzata da un intellettuale al servizio del condottiero quale Antonio Cornazzano, il quale soggiornò presso il Colleoni fino alla sua morte nel 1475.